# Port lotniczy Palmerston North
Port lotniczy Palmerston North – port lotniczy położony 3 km na północ od centrum Palmerston North, na Wyspie Północnej, w Nowej Zelandii.